# Queubus echidna
Queubus echidna is een zeespin uit de familie Ascorhynchoidea. De soort behoort tot het geslacht Queubus. Queubus echidna werd in 2007 voor het eerst wetenschappelijk beschreven door Bamber & Steffani. 